# Gennes (Maine-et-Loire)
Pour les articles homonymes, voir Gennes.
Gennes est une ancienne commune française située dans le département de Maine-et-Loire, en région Pays de la Loire, devenue le 1er janvier 2016, une commune déléguée de la commune nouvelle de Gennes-Val de Loire, puis, le 1er janvier 2018, de Gennes-Val-de-Loire.

## Géographie

### Localisation
Commune du nord Saumurois, Gennes est un village d’Anjou situé sur la rive gauche de la Loire, qui se trouve en face des Rosiers-sur-Loire, sur la route D 751, Saint-Georges-des-Sept-Voies - Chênehutte-Trèves-Cunault, au cœur du parc naturel régional Loire-Anjou-Touraine.

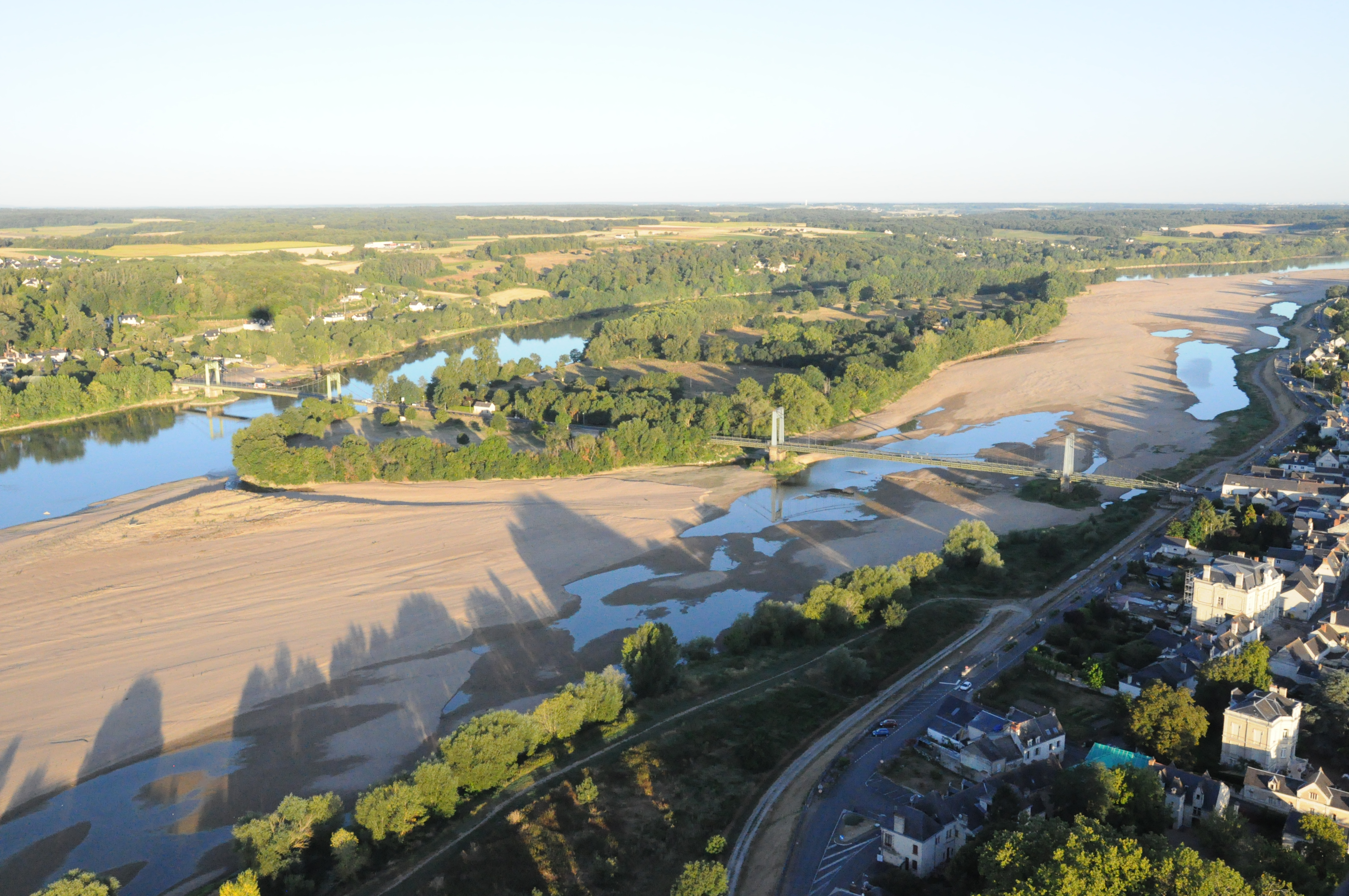
Pont des Rosiers-sur-Loire, reliant Gennes à la commune des Rosiers-sur-Loire.

### Aux alentours
Les communes les plus proches sont Les Rosiers-sur-Loire (1 km), Saint-Clément-des-Levées (4 km), Le Thoureil (4 km), Saint-Georges-des-Sept-Voies (4 km), Saint-Martin-de-la-Place (7 km), Chênehutte-Trèves-Cunault (7 km), La Ménitré (7 km), Louerre (9 km), Saint-Rémy-la-Varenne (9 km) et Grézillé (9 km).

### Géologie et relief
Son territoire se situe sur les unités paysagères du Val d'Anjou et du Plateau du Saumurois.

## Toponymie et héraldique

### Héraldique
| Blason de Gennes (Maine-et-Loire) | Blason  | De sable, à la salamandre d'or dans sa patience de gueules. * Il y a là non-respect de la règle de contrariété des couleurs : ces armes sont fautives (gueules sur sable). |
| Blason de Gennes (Maine-et-Loire) | Détails | . |

## Histoire

### Histoire antique
Carrefour de deux voies romaines, Gennes comporte d'importantes ruines gallo-romaines, un amphithéâtre et un nymphée.
À l'époque féodale, la seigneurie relevait en bonne part des sires de Trèves, selon Célestin Port.

### Histoire contemporaine
Gennes a été le théâtre de combats acharnés les 18, 19 et 20 juin 1940 entre les troupes allemandes et les élèves officiers de l'école de cavalerie de Saumur, appuyés par des tirailleurs algériens. Des marques de combats sont encore visibles sur les murs de tuffe des bâtiments les plus exposés de la ville, d'autant plus que certains d'entre eux servirent de retranchement aux troupes françaises.
La défense du pont étant sans espoir, décision fut prise de le faire sauter dès l'apparition des premières troupes allemandes aux Rosiers-sur-Loire, ce qui isola sur une île une partie des défenseurs. Le pont, qui ne fut reconstruit que plusieurs années après la fin du conflit, fut provisoirement remplacé par quelques bateaux. Un projet de téléphérique n'aboutit pas faute de moyens puis de temps.
Le clocher de l'église, sérieusement endommagé par les tirs de l'artillerie allemande basée sur la rive droite de la Loire, dut être reconstruit, semble-t-il de travers, après la bataille. La controverse perdit de son importance lors de la Libération puisque le clocher fut endommagé plus gravement encore en 1944 et à nouveau restauré.
Parmi les pertes à déplorer lors de ce conflit se trouvent trois civils gennois d'une même famille, déportés et tous tués après que l'un des leurs ait participé à un réseau de passeurs clandestins.
En janvier 2016, Gennes intègre la commune nouvelle de Gennes-Val de Loire, regroupant cinq des dix communes membres de la communauté de communes du Gennois, dont la création est officialisée par arrêté préfectoral du 5 octobre 2015, puis celle de Gennes-Val-de-Loire en 2018.

## Politique et administration

### Administration municipale

#### Administration actuelle
Depuis le 1er janvier 2016 Gennes constitue une commune déléguée au sein de la commune nouvelle de Gennes-Val-de-Loire et dispose d'un maire délégué.
| Période                                  | Période        | Identité                 | Étiquette | Qualité |
| ---------------------------------------- | -------------- | ------------------------ | --------- | ------- |
| janvier 2016                             | mai 2020       | Jean-Yves Fulneau        |           |         |
| mai 2020                                 | septembre 2021 | Teddy Lochard            |           |         |
| septembre 2021                           |                | Mathieu Cithiraivadivel, |           |         |
| Les données manquantes sont à compléter. |                |                          |           |         |

#### Administration ancienne
| Période                                  | Période       | Identité                  | Étiquette | Qualité                                                                  |
| ---------------------------------------- | ------------- | ------------------------- | --------- | ------------------------------------------------------------------------ |
| Les données manquantes sont à compléter. |               |                           |           |                                                                          |
| 1919                                     | 1927 (décès)  | René Charrier             | Rad.      | Conseiller général de Gennes (1925 → 1927)                               |
| Les données manquantes sont à compléter. |               |                           |           |                                                                          |
| 1945                                     | 1953          | Joseph Cocard (1909-1995) | DVD       | Notaire, directeur de l'ESSCA Conseiller général de Gennes (1945 → 1973) |
| 1965                                     | 1995          | André Courtiaud           | DVD       | Pharmacien Conseiller général de Gennes (1973 → 1992)                    |
| 1995                                     | mars 2001     | Jacques Bossoutrot        | DVD       | Chef d'entreprise Conseiller général de Gennes (1992 → 1998)             |
| mars 2001                                | décembre 2015 | Jean-Yves Fulneau,        | DVD       | Retraité                                                                 |

### Ancienne situation administrative

#### Intercommunalité
La commune était membre de la communauté de communes du Gennois, elle-même membre du syndicat mixte Pays de Loire en Layon.

#### Autres circonscriptions
Jusqu'en 2014, Gennes est chef-lieu du canton de Gennes, et fait partie de l'arrondissement de Saumur. Ce canton compte alors dix communes. C'est l'un des quarante-et-un cantons que compte le département ; circonscriptions électorales servant à l'élection des conseillers généraux, membres du conseil général du département. Dans le cadre de la réforme territoriale, un nouveau découpage territorial pour le département de Maine-et-Loire est défini par le décret du 26 février 2014. La commune est alors rattachée au canton de Doué-la-Fontaine, avec une entrée en vigueur au renouvellement des assemblées départementales de 2015.

## Population et société

### Démographie

#### Évolution démographique
L'évolution du nombre d'habitants est connue à travers les recensements de la population effectués dans la commune depuis 1793. À partir du 1er janvier 2009, les populations légales des communes sont publiées annuellement dans le cadre d'un recensement qui repose désormais sur une collecte d'information annuelle, concernant successivement tous les territoires communaux au cours d'une période de cinq ans. 
Pour les communes de moins de 10 000 habitants, une enquête de recensement portant sur toute la population est réalisée tous les cinq ans, les populations légales des années intermédiaires étant quant à elles estimées par interpolation ou extrapolation. Pour la commune, le premier recensement exhaustif entrant dans le cadre du nouveau dispositif a été réalisé en 2006,.
En 2013, la commune comptait 2 254 habitants, en évolution de +15 % par rapport à 2008 (Maine-et-Loire : +3,3 %, France hors Mayotte : +2,49 %).
| 1793  | 1800  | 1806  | 1821  | 1831  | 1836  | 1841  | 1846  | 1851  |
| ----- | ----- | ----- | ----- | ----- | ----- | ----- | ----- | ----- |
| 1 800 | 1 455 | 1 524 | 1 581 | 1 619 | 1 727 | 1 688 | 1 622 | 1 564 |

| 1856  | 1861  | 1866  | 1872  | 1876  | 1881  | 1886  | 1891  | 1896  |
| ----- | ----- | ----- | ----- | ----- | ----- | ----- | ----- | ----- |
| 1 777 | 1 713 | 1 758 | 1 688 | 1 705 | 1 613 | 1 652 | 1 694 | 1 566 |

| 1901  | 1906  | 1911  | 1921  | 1926  | 1931  | 1936  | 1946  | 1954  |
| ----- | ----- | ----- | ----- | ----- | ----- | ----- | ----- | ----- |
| 1 516 | 1 486 | 1 435 | 1 312 | 1 235 | 1 362 | 1 285 | 1 432 | 1 476 |

| 1962  | 1968  | 1975  | 1982  | 1990  | 1999  | 2006  | 2011  | 2013  |
| ----- | ----- | ----- | ----- | ----- | ----- | ----- | ----- | ----- |
| 1 457 | 1 447 | 1 592 | 1 734 | 1 867 | 1 946 | 1 952 | 2 148 | 2 254 |

#### Pyramide des âges
La population de la commune est relativement âgée. Le taux de personnes d'un âge supérieur à 60 ans (29,1 %) est en effet supérieur au taux national (21,8 %) et au taux départemental (21,4 %).
À l'instar des répartitions nationale et départementale, la population féminine de la commune est supérieure à la population masculine. Le taux (52,2 %) est du même ordre de grandeur que le taux national (51,9 %).
La répartition de la population de la commune par tranches d'âge est, en 2008, la suivante :
- 47,8 % d’hommes (0 à 14 ans = 18,1 %, 15 à 29 ans = 15 %, 30 à 44 ans = 18,6 %, 45 à 59 ans = 21,9 %, plus de 60 ans = 26,3 %) ;
- 52,2 % de femmes (0 à 14 ans = 18,9 %, 15 à 29 ans = 11,5 %, 30 à 44 ans = 17,1 %, 45 à 59 ans = 21 %, plus de 60 ans = 31,6 %).

| Hommes | Classe d’âge | Femmes |
| ------ | ------------ | ------ |
| 1,3    | 90 ans ou +  | 3,1    |
| 10,8   | 75 à 89 ans  | 13,9   |
| 14,2   | 60 à 74 ans  | 14,6   |
| 21,9   | 45 à 59 ans  | 21,0   |
| 18,6   | 30 à 44 ans  | 17,1   |
| 15,0   | 15 à 29 ans  | 11,5   |
| 18,1   | 0 à 14 ans   | 18,9   |

| Hommes | Classe d’âge | Femmes |
| ------ | ------------ | ------ |
| 0,4    | 90 ans ou +  | 1,1    |
| 6,3    | 75 à 89 ans  | 9,5    |
| 12,1   | 60 à 74 ans  | 13,1   |
| 20,0   | 45 à 59 ans  | 19,4   |
| 20,3   | 30 à 44 ans  | 19,3   |
| 20,2   | 15 à 29 ans  | 18,9   |
| 20,7   | 0 à 14 ans   | 18,7   |

### Enseignement
La ville de Gennes compte un collège. Remis à neuf et rouvert en 2006, le collège Paul-Éluard est le premier collège environnemental de Maine-et-Loire.[réf. nécessaire]
Gennes possède également deux écoles qui font: maternelle et élémentaire. Une privée située près de l'église Saint Véterin. L'autre,l'école Jules Verne, qui est publique, près du Cimetière municipal de Gennes.

## Économie
Sur 181 établissements présents sur la commune à fin 2010, 14 % relevaient du secteur de l'agriculture (pour une moyenne de 17 % sur le département), 11 % du secteur de l'industrie, 11 % du secteur de la construction, 51 % de celui du commerce et des services et 14 % du secteur de l'administration et de la santé.

## Culture locale et patrimoine

### Lieux et monuments
De nombreux dolmens et autres mégalithes sont présents dans la commune. On note de plus un amphithéâtre gallo-romain du Ier siècle et un Nymphée gallo-romain, temple des déesses aquatiques, Gennes étant situé sur un des points de franchissement de la Loire, à la jonction de plusieurs voies romaines.
Sur les hauteurs de la ville, au pied de l'église Saint-Eusèbe, se trouve le mémorial et les tombes des cadets de Saumur et de leurs camarades tirailleurs algériens, tués lors des combats de juin 1940.
Monuments historiques :
- Dolmen de la Forêt ;
- Dolmen de la Madeleine ;
- Église Saint-Eusèbe ;
- Église Saint-Vétérin ;
- Nymphée gallo-romain ;
- Pierre couverte  ;
- Pierre Longue ;
- Pierre Longue du Bouchet ;
- Site castral de Milly-le-Meugon ;
- Théâtre gallo-romain.

Autres monuments :
- Manoir de Grissay ; du XIIIe siècle, remanié au XVe siècle. Grande salle complétée par une petite aile annexe et d'une grande tour d'escalier en vis avec chambre haute[23] ;
- Manoir de la Harielle ;
- Manoir de Mardron.

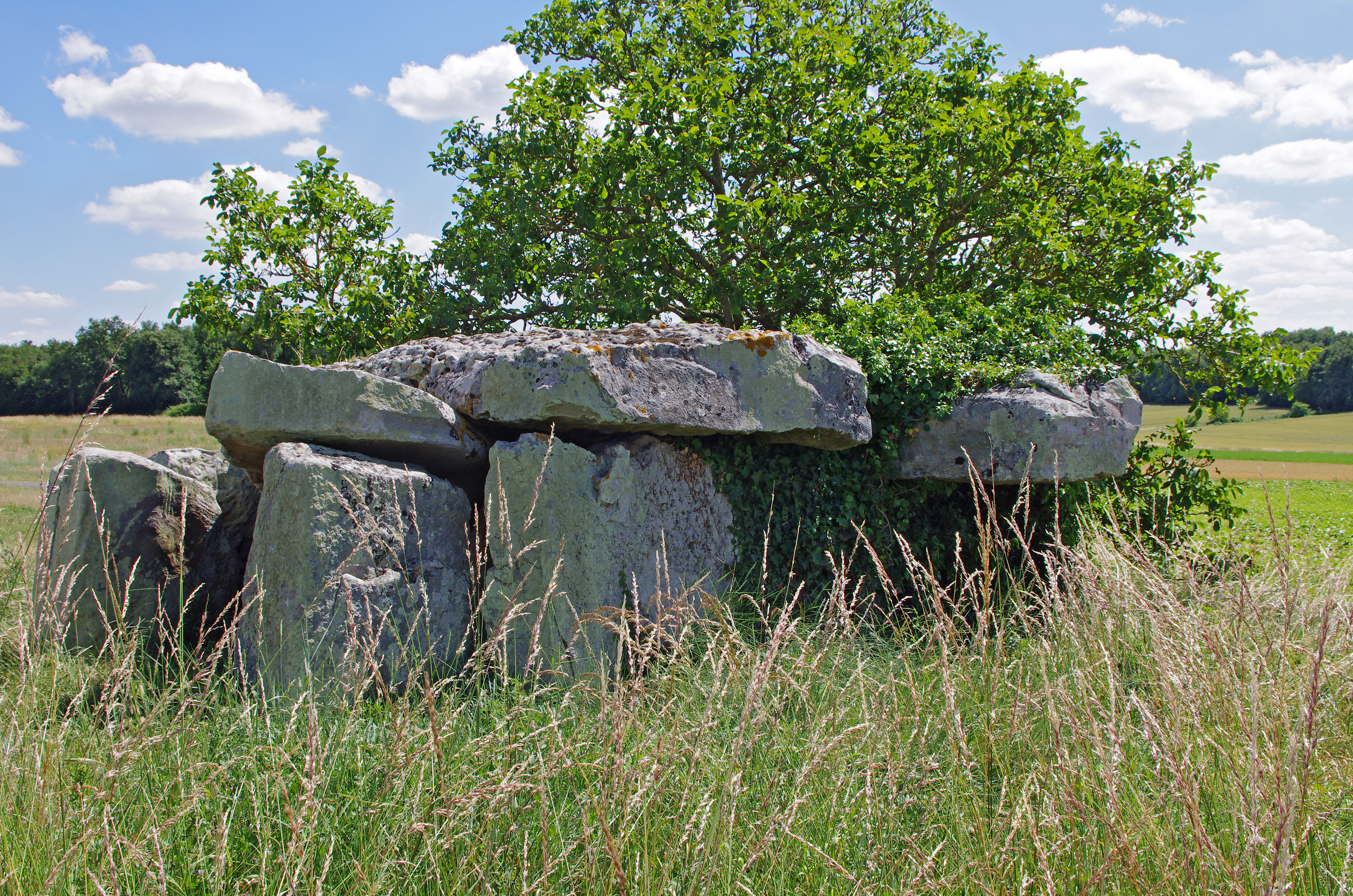
Dolmen de la Forêt.
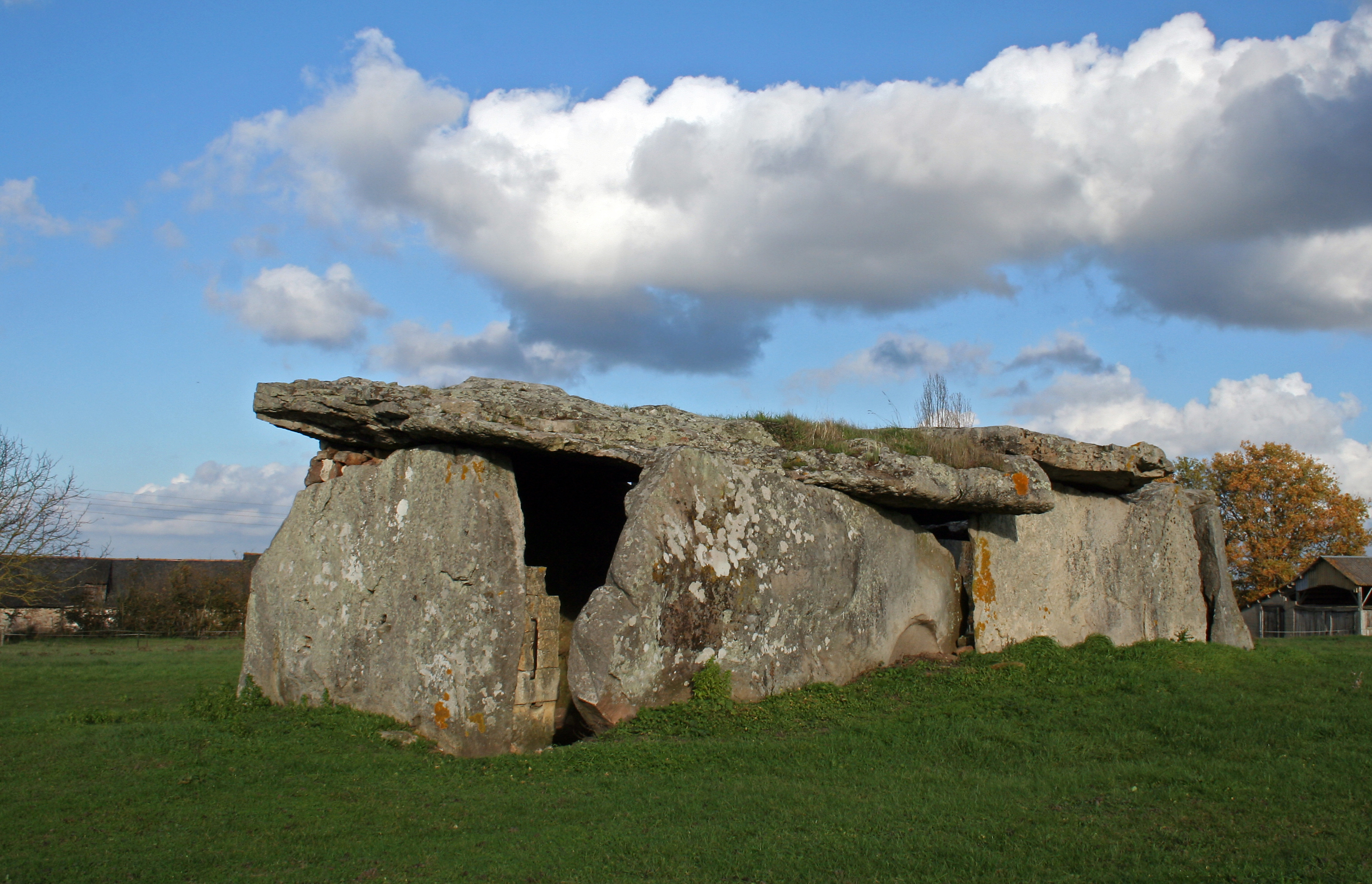
Dolmen de la Madeleine.
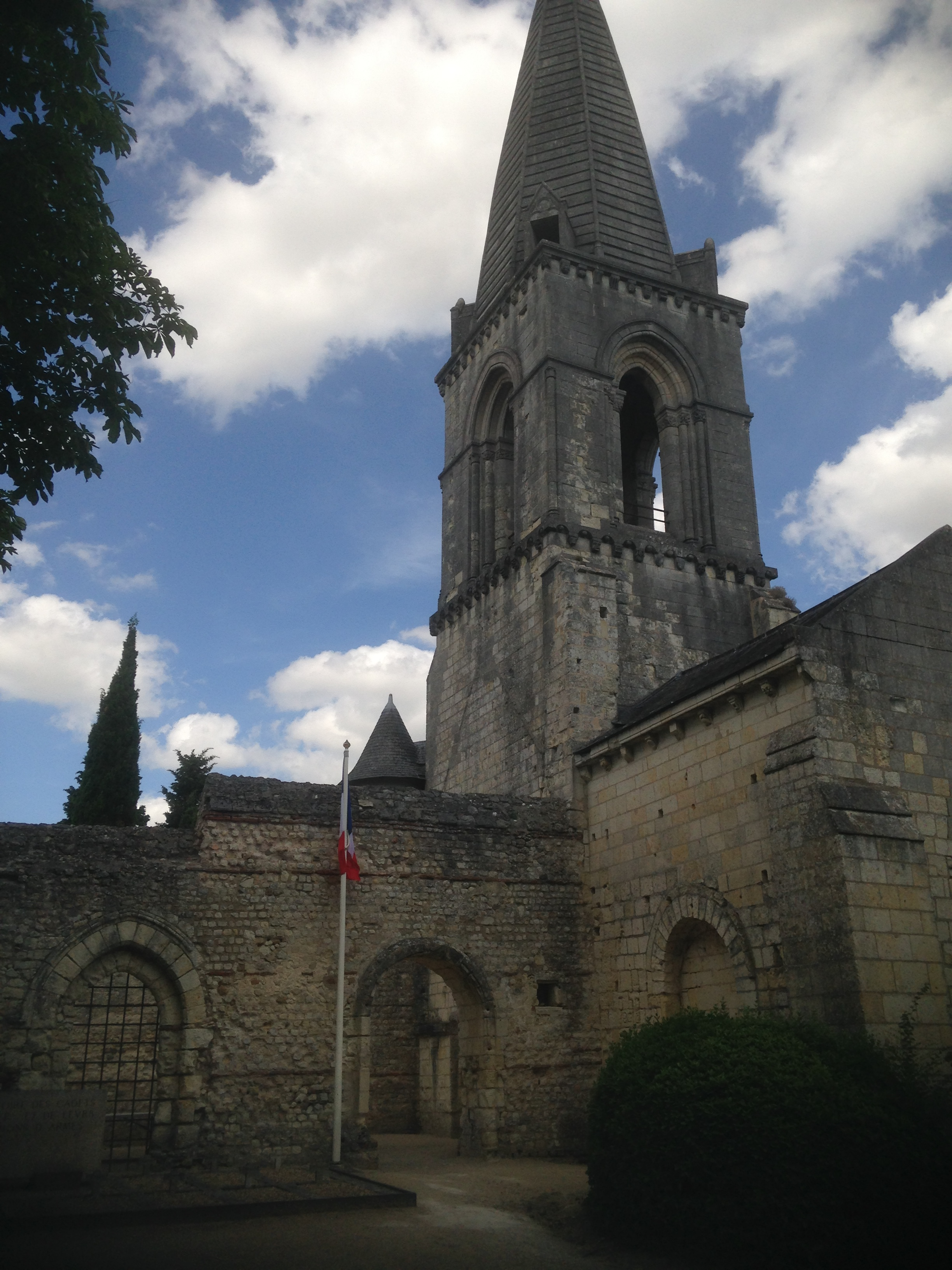
Église Saint-Eusèbe, vue sur le monument des cadets.
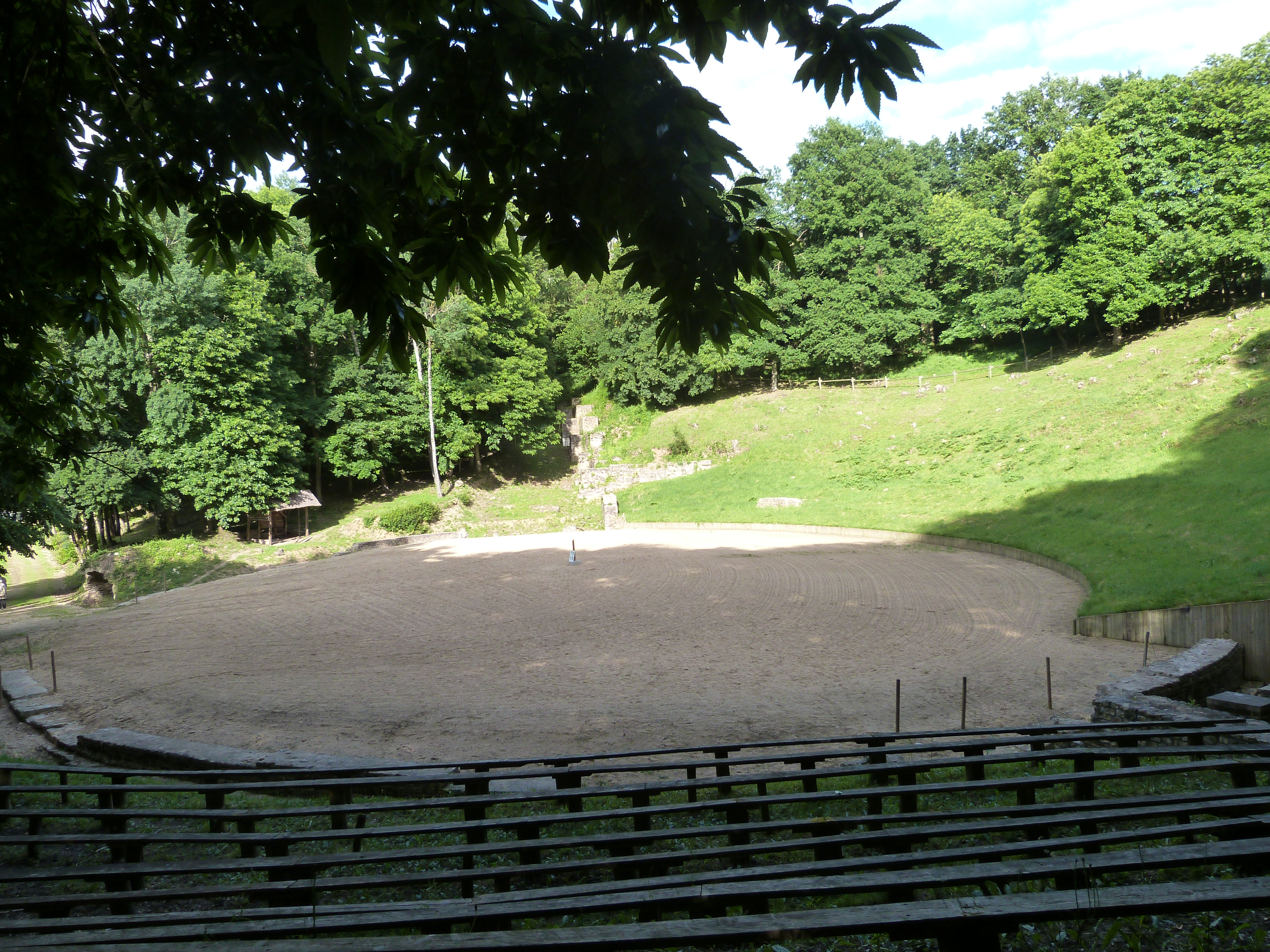
Arène du théâtre-amphithéâtre.

### Milly-le-Meugon
Milly-le-Meugon, petit village rattaché administrativement à la commune de Gennes, appartint autrefois à la famille de Maillé-Brézé, alliée au Grand Condé (par sa femme Claire-Clémence) et au cardinal de Richelieu.
Le château de Milly (XIXe siècle surtout - ISMH) tire son origine d'une tour de guet médiévale (XVe siècle), dont les ruines sont encore visibles. Certains communs, notamment les écuries, ainsi qu'une porte d'honneur remontent au XVIe siècle.
Lors de l'invasion allemande de 1940, l'église de Milly fut un bref moment le point de rassemblement des défenseurs de Gennes et de ses ponts.

### Personnalités liées à la commune
- Claude Chabrol, cinéaste, y a habité[24]